# Préval (Sarthe)
Préval é uma comuna francesa na região administrativa do País do Loire, no departamento de Sarthe. Estende-se por uma área de 7.62 km². Em 2010 a comuna tinha 703 habitantes (densidade: 92,3 hab./km²).